# Riplbauerbach
Der Riplbauerbach ist ein rund 1,2 Kilometer langer, rechter Nebenfluss des Alpenbaches in der Steiermark.

## Verlauf
Der Riplbauerbach entsteht im nördlichen Teil der Gemeinde Kainach bei Voitsberg, im Nordosten der Katastralgemeinde Gallmannsegg, nordöstlich der Ortschaft Gallmannsegg und nördlich der Ortschaft Hadergasse, etwa 100 Meter südwestlich des Wirtshauses Kapitel. Er fließt im Oberlauf relativ gerade und im Unterlauf in einem Rechtsbogen insgesamt nach Südsüdosten. Nordöstlich von Gallmannsegg und nordwestlich von Hadergasse sowie nördlich des Hofes Weber mündet an der Straße die von Gallmannsegg zur Streusiedlung Forstbauerngraben führt in den Alpenbach, der danach nach links abbiegt. Auf seinen Lauf nimmt der Riplbauerbach keine weiteren Wasserläufe auf.